# عوفر (سجن)

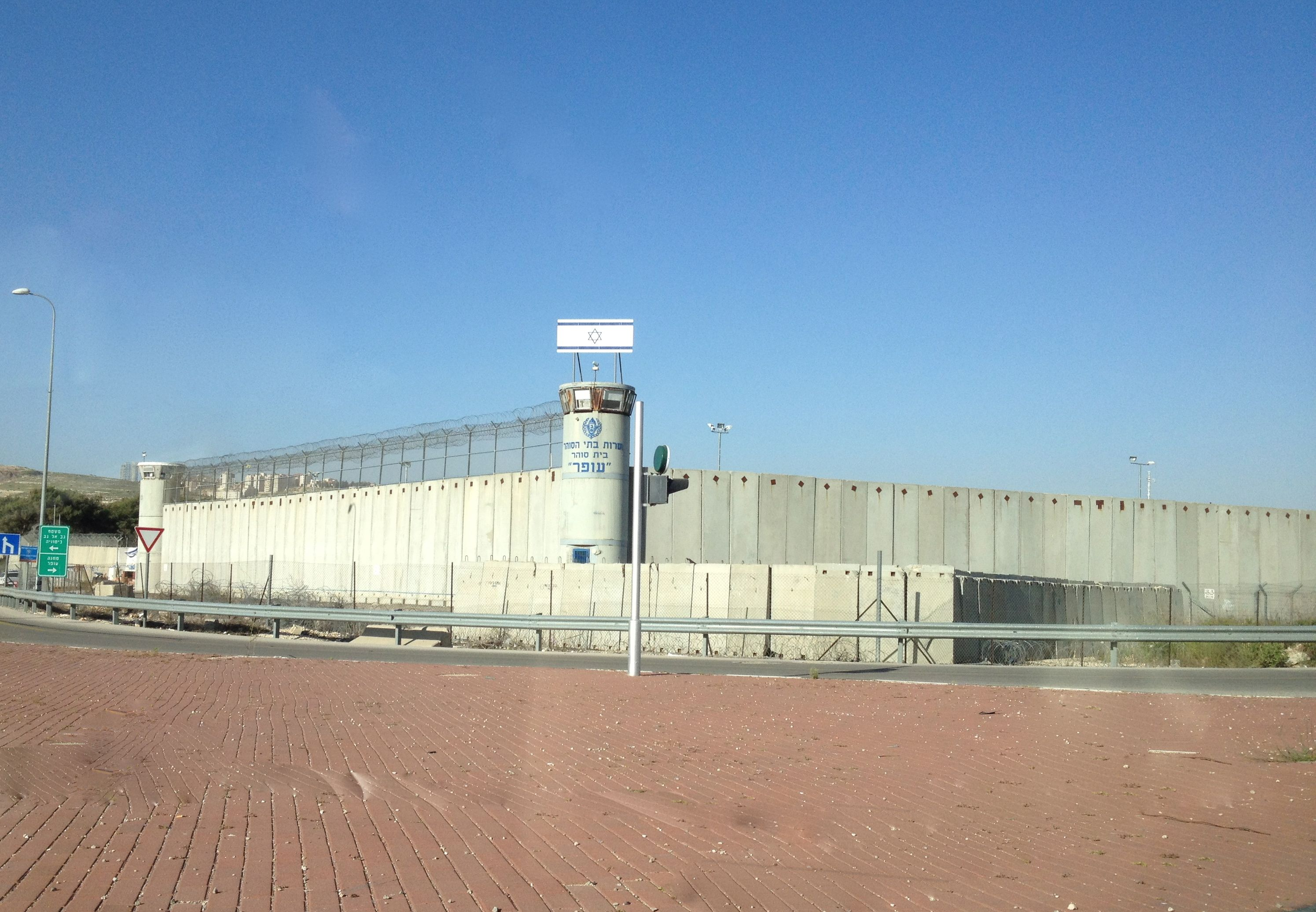
سجن عوفر

سجن عوفر (بالعبرية:כלא עופר) هو سجن إسرائيلي تابع لمصلحة السجون الإسرائيلية مُقام على أراضي بلدة بيتونيا غرب مدينة رام الله في الضفة الغربية، يحتوي السجن على محكمة عسكرية ومركز توقيف، مخصص للسجناء الأمنيين الفلسطينيين يوجد فيه أسرى من جميع التنظيمات الفلسطينية وأسرى إداريين وقد أُنشئ هذا السجن في فترة الانتداب البريطاني من ثم تحول إلى مركز اعتقال عوفر من قِبل جيش الاحتلال الاسرائيلي عام 1988 على خلفية الإنتفاضة الأولى، وأُغلق عام 1995 عقب إتفاقيه أوسلو، وأُعيد فتحه مرة أخرى في الانتفاضة الثانية، وفي عام 2006 تم نقل مسؤولي الشاباك وفي هذه الفترة تم استبدال الخيم في الحواجز الحديدية وبجدران من الخرسانة.
يحتوي سجن عوفر على 16 قسم كل قسم يتكون من مجموعة من الغرف من 12- 20 غرفة تتسع كل غرفة بين 5-8 أشخاص ويتميز سجن عوفر بأنه السجن الوحيد الذي يحتوي على قسم للأشبال (أسرى صغار السن) وهو قسم 13.
في يناير 2003 هرب اثنين من السجناء من الأمن بعدما قطعوا سياج السجن، ولم يتم القبض عليهم. وفي 12 أيار 2003 هرب 4 سجناء من خلال حفر نفق تحت الجدران الاستنادية المحيطة بالسجن، تم القبض على أحدهم وهرب الآخرين باتجاه رام الله، وأعلنت حركة الجهاد الإسلامي في فلسطين وصول السجناء إليها بسلام وحمايتهم.